# Al-Jatib al-Baghdadi

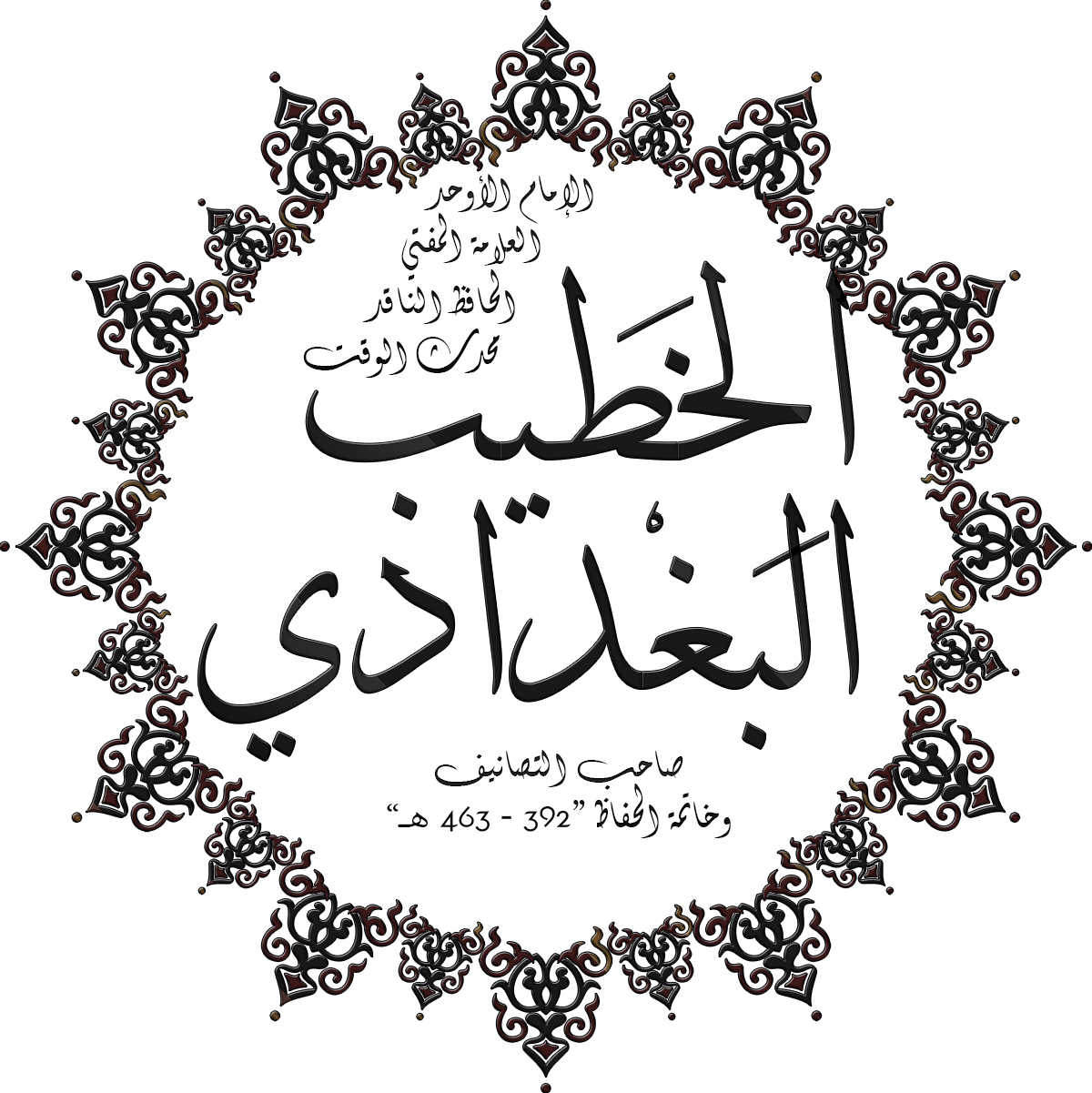
Al-Jatib al-Baghdadi: Nombre en árabe y datos de su vida en un calendario islámico.

Abū Bakr Ahmad ibn ʿAli ibn Thabit ibn Ahmad ibn Mahdi asch-Schāfiʿī, comúnmente conocido como al-Jaṭīb al-Baghdādī (en árabe: الخطيب البغدادي) o "el profesor de Bagdad" (10 de mayo de 1002 - 5 de septiembre de 1071; 392 - 463 AH), fue un erudito e historiador musulmán sunita.

## Biografía
Al-Jatib al-Baghdadi nació el 24 de Jumadi' al-Thani de 392 AH / 10 de mayo de 1002, en Hanikiya, un pueblo al sur de Bagdad. Era hijo de un predicador y comenzó a estudiar a una edad temprana con su padre y otros sheijs. Durante un tiempo estudió ciencias pero pronto, su interés principal se centró en los hadices. Al morir su padre cuando contaba 20 años, se fue a Basora a buscar hadices. En 1024 emprendió un segundo viaje a Nishapur y recopiló más hadices en Rayy e Isfahán. No está claro durante cuánto tiempo estuvo viajando, pero sus propios relatos lo sitúan en Bagdad en 1028. Si bien fue una autoridad en hadices, fue su predicación lo que lo llevaría a la fama y lo ayudaría más adelante en la vida. Un biógrafo, Al-Dhahabi, decía que los maestros y predicadores contemporáneos de la tradición generalmente presentaban lo que había recoleccionado Al-Baghdadi antes de usarlos en sus lecturas o sermones.

### Hanbalis
Al-Baghdadī perteneció originalmente a la escuela teológica Hanbali de Fiqh (ley religiosa de jurisprudencia) pero luego adoptó la teología Shafi'i. No está claro si su cambio en la fidelización fue a partir de un viaje a Nahrawan en 1038, pero en cualquier caso provocó la hostilidad de algunos hanbalitas. A pesar de las amenazas, bajo la protección del califa Al-Qa'im, Al-Baghdadī sermoneó sobre hadices en la mezquita de Manṣur.

### Damasco
Cuando en 1059 una rebelión dirigida por el general turco Basasiri depuso al califa Al-Qa'im y por ello privó a Al-Baghdadi de su protección en Bagdad, se fue a Damasco y pasó ocho años como maestro en la mezquita de los Omeyas hasta que tuvo lugar una gran controversia. Según sus biógrafos, Yaqut, Sibt ibn al-Jawzi, Al-Dhahabi, As-Safadi e Ibn Taghribirdi, estalló involucrando a Al-Baghdadi con un joven que, aparentemente, había viajado con él desde Bagdad. Yaqut relata que cuando la noticia de esta controversia llegó al gobernante de Damasco, ordenó que al-Baghdadi fuera asesinado. Sin embargo, el jefe de policía, un sunita, al darse cuenta de que seguir la orden conduciría a una reacción violenta contra los chiitas, advirtió a Al-Baghdadi para que huyera a la protección de Shari ibn Abi al-Hasan al-'Alawi. Al-Baghdadi pasó cerca de un año exiliado en Sur (actual Líbano), antes de regresar a Bagdad, donde murió en septiembre de 1071. Fue enterrado al lado del sufí Bishr al-Hafi.

## Controversia sobre las obras de al-Baghdadi
Los biógrafos Sibt ibn al-Jawzi, Ibn Kathir e Ibn Taghribirdi escribieron que los originales eran obra de as-Suri a los que al-Baghdadi habría ampliado. Yaqut al-Hamawi atribuyó la autoría a la hermana de as-Suri y acusó a al-Baghdadi de plagio, mientras que Ibn Kathir no hizo ninguna acusación de plagio, pero atribuyó los originales a la esposa de as-Suri. Ibn al-Jawzi lo acusó de deshonestidad en relación con los hadices.

## Obras
Ibn Hajar al-Asqalani declaró sus obras como de gran influencia en el campo de la ciencia del hadiz y su terminología, diciendo que sería escasa la disciplina de las disciplinas de la ciencia de ḥadiz en aquel que no ha escrito un libro. Luego citó a Abu Bakr ibn Nuqtah, un erudito hanbali, exponiendo que cualquier persona objetiva sabe que los eruditos de los ḥadices que vinieron después de al-Jaṭīb están en deuda con sus obras. A al-Baghdādī se le han atribuido más de 80 títulos.
Obras seleccionadas.
- Ta’rīkh Madīnat al-Salām o Ta’rīkh Baghdād wa Dhaīlih wa-l-Mustafād. 'La historia de Bagdad' o Madinat as-Salam ('Ciudad de Paz') y  Apéndice de eruditos - 23 volúmenes.[4]
- al-Kifaya fi ma'rifat usul 'ilm al-riwaya: Obra temprana relacionada con terminología de los hadices, que Ibn Hajar alabó por su posterior influencia.
- al-Djami' li-akhlak al-rawi wa-adab al-sami.
- Takyid al-'ilm: Cuestiones sobre si está prohibido poner tradiciones por escrito.
- Sharaf ashab al-hadith: Sobre la significación de los tradicionalistas.
- al-Sabik wa 'l-lahik: Tratamiento con narradores de hadices de un tipo determinado.
- al-Mu'tanif fi takmilat al-Mu'talif wa 'l-mukhtalif: Correcta ortografía y pronunciación de nombres.
- al-Muttafik wa 'l-muftarik.
- Talkhis al-mutashabih fi 'l-rasm wa-himayat ma ashkala minhu min nawadir al-tashif wa 'l-wahm.
- al-Asma' al-mubhama fi 'l-anba' al-muhkama: Identificación de personas sin nombre mencionadas en hadices.
- al-Rihla fi talab al-hadith.
- Iktida' al-'ilm al-'amal.